# 宋配
宋 配（そう はい、生没年不詳）は、五胡十六国時代前涼の人物。字は仲業。敦煌郡の出身。

## 生涯
世の乱れを憂えて大志を抱いていたという。清廉な人柄で人情に厚く、華美な暮らしを好まなかった。身長は低く、体には鱗甲があったといわれている。
301年1月、張軌が涼州刺史に着任すると、宋配は彼に認められて謀主に取り立てられた。後に司馬に任じられた。
305年6月、鮮卑の若羅抜能が反乱を起こすと、張軌の命により宋配は討伐に赴き、若羅抜能を斬り殺して10万戸余りを捕らえた。
308年、隴西内史張越・尚書侍郎曹祛らが張軌を涼州刺史の地位から引きずり降ろそうと画策すると、張軌の子である張寔は歩騎3万余りを従えて曹祛を攻撃した。宋配もまたこれに従軍した。討伐軍は破羌において曹祛と交戦し、牙門将田囂を斬り殺すと、勢いのままに曹祛を討ち取った。
312年3月、張軌の命により、宋配は前鋒督護となり歩騎2万を率いて長安に向かい、帝の乗輿を護衛する任に就いた。
9月、秦州刺史裴苞は東羌校尉貫与と共に険阻な地に拠って朝廷との往来を断絶すると、宋配はこれを討った。
その後の事績は明らかになっていないが、官位は西平郡太守に至ったという。